# AZD1222

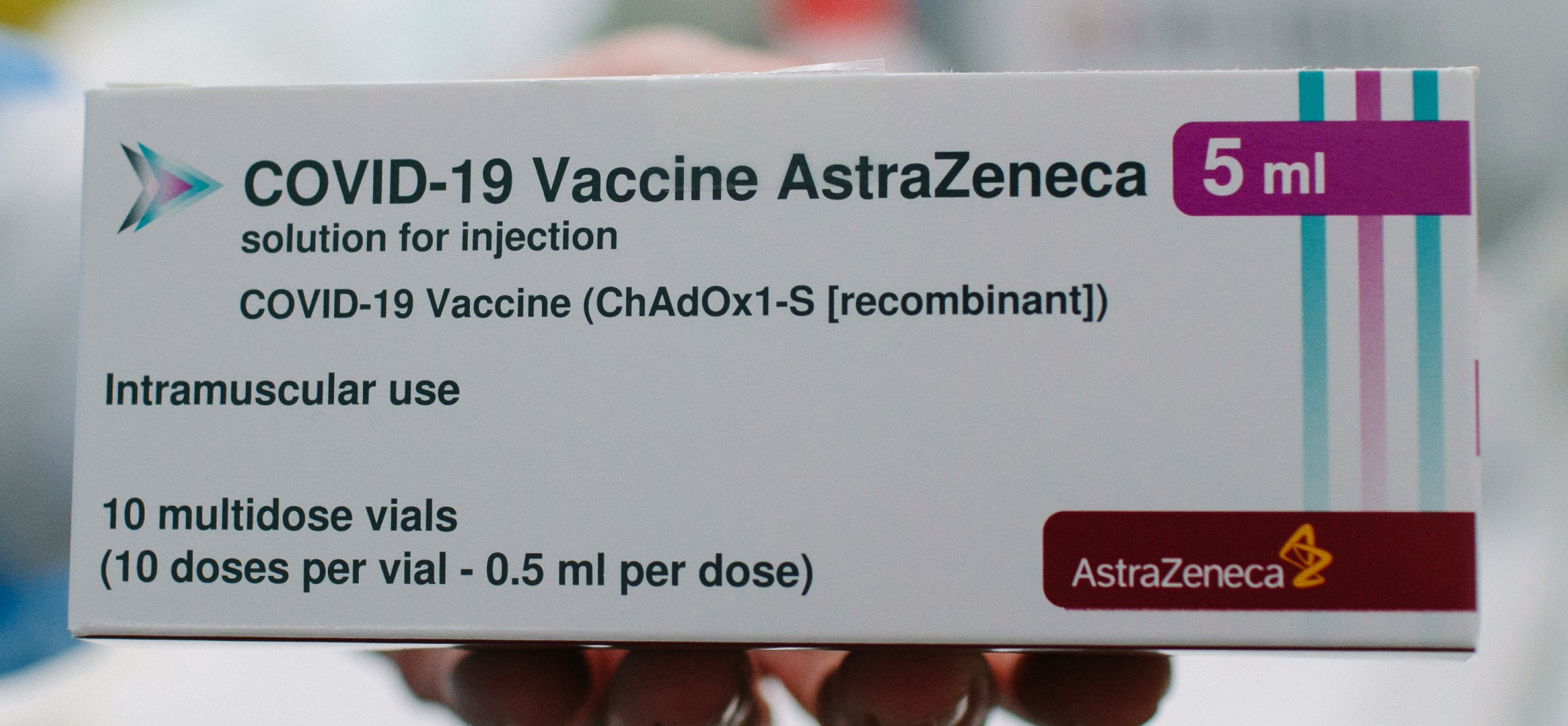
オックスフォード-アストラゼネカCOVID-19ワクチンの100回分が入った箱

オックスフォード＝アストラゼネカCOVID-19ワクチン（Oxford–AstraZeneca COVID-19 vaccine、コードネーム：AZD1222、販売名：バキスゼブリア筋注）は、イギリスのオックスフォード大学と医薬品メーカーのアストラゼネカ社が共同で開発したCOVID-19ワクチン。旧開発コードは、ChAdOx1 nCoV-19。別名、コビシールド（Covishield）ともいう。

## 概要
AZD1222は、ヒトに対する毒性を弱めたチンパンジー由来のアデノウイルスであるChAdOx1をウイルスベクターとして利用し、筋肉内注射で接種を行う新型コロナウイルス感染症（COVID‑19）用のワクチンである。2020年11月23日にアストラゼネカ社が公表した臨床試験の中間解析によれば、イギリスで実施した55歳未満を対称とした第II/III相臨床試験において、標準用量の半分を投与した後、1ヵ月以上の間隔を空けて標準用量を投与した接種群で、90％の有効性を示した。他方、ブラジルで実施した第III相臨床試験においては、標準用量を投与した後、1ヵ月以上の間隔を空けて再び標準用量を投与した接種群が示した有効性は、62％だった。アストラゼネカ社は、両者の平均で70%の発症予防効果があるとしている。
AZD1222は、開発が先行するファイザー＝ビオンテック製ワクチンBNT162b2やモデルナ製ワクチンmRNA-1273と比較して、保管や輸送の面で扱いやすく、かつ、価格が安いという特長がある。いずれのワクチンも低温で保管する必要があるが、ファイザー＝ビオンテック製は、マイナス70度前後の超低温で最長6か月間、一般的な冷蔵庫での保存期間は5日間、モデルナ製は、マイナス20度で最長6か月間、一般的な冷蔵庫での保存期間は30日間であるのに対し、アストラゼネカ製は、超低温を維持するための特別な設備を必要とせず、一般的な冷蔵庫で最短でも6か月間の保存が可能である。また、接種1回あたりの費用では、ファイザー＝ビオンテック製が約20ドル、モデルナ製が約33ドルであるのに対し、アストラゼネカ製は約4ドルで5分の1以下の低コストで調達可能である。
AZD1222の研究は、オックスフォード大学のジェンナー研究所とオックスフォード・ワクチン・グループが、臨床試験用のCOVID-19ワクチンの最初のバッチを製造したポメーツィアにあるイタリアの製造会社アドベント社と協力して行っている。研究チームは、セーラ・ギルバート、エイドリアン・V・S・ヒル、アンドルー・ポラード、テレザ・ラム、サンディ・ダグラス及びキャサリン・M・グリーンが率いている。
2020年12月30日、AZD1222はイギリスの予防接種プログラムで使用が承認され、翌2021年1月4日に治験外での最初のワクチン接種が行われた。日本では、2020年8月7日にアストラゼネカ社と厚生労働省が基本合意に達し、同年12月10日、1億2,000万回分のワクチン供給で最終合意に至った。翌2021年2月5日、アストラゼネカ社は厚生労働省に対しワクチンの製造販売承認申請を行った。

## ワクチンのプラットフォーム
AZD1222ワクチンは、複製欠損チンパンジーアデノウイルスベクターであり、SARS-CoV-2スパイクタンパク質の完全長コドン最適化コード配列と、組織プラスミノーゲン活性化因子（tPA）リーダー配列を含んでいる。
複製欠損アデノウイルスは、ウイルスゲノムからウイルスの増殖に必須な初期遺伝子であるE1A・E1B領域の遺伝子が欠失しているため感染した細胞内で増殖できないが、E1A・E1Bを恒常的に発現しているHEK293細胞などでは増殖できるので培養できる。このため、AZD1222ワクチンはm-RNAをリポソームに封入するワクチンより低コストで製造できる。
スパイクS1タンパク質は、SARS型コロナウイルスがACE2の酵素ドメインを介して細胞内に入ることを可能にする外部タンパク質である。ワクチン接種後、このスパイクタンパク質が産生され、後にコロナウイルスが体内に感染した場合、免疫系がコロナウイルスを攻撃するように促す。

## 歴史

### 2020年の開発
2020年2月、ジェンナー研究所は、臨床試験用のワクチン候補の最初のバッチを製造するために、イタリアの企業アドベントとの提携に合意した。
2020年3月、ゲイツ財団がオックスフォード大学にCOVID-19ワクチンを市場に出すために大企業パートナーを見つけるよう要請したことを受けて、大学は、いかなる製薬会社にも権利を提供するという以前の公約から手を引いた。また、英国政府は、トランプ政権下でのワクチンのため込みを懸念して、オックスフォード大学が、米国に拠点を置くメルク＆カンパニーではなく、英国のアストラゼネカと提携することを奨励した。
2020年6月、アメリカ国立アレルギー・感染症研究所（NIAID）は、オックスフォード大学とアストラゼネカが開発した潜在的なワクチンの第III相試験が2020年7月に開始されることを確認した。

### 臨床試験
2020年7月、アストラゼネカはIQVIA社と提携し、米国での臨床試験のスピードアップを図った。
2020年8月31日、アストラゼネカは、米国が資金提供する3万人の被験者を対象とした後期治験への成人の登録を開始したと発表した。
2020年9月8日、アストラゼネカは、英国の被験者における有害作用の発生可能性を調査している間、ワクチン試験を世界的に中止すると発表した。9月13日、アストラゼネカとオックスフォード大学は、規制当局が安全と判断した後、英国での臨床試験を再開した。アストラゼネカは、英国で実験用ワクチンを接種した2人の被験者の重篤な神経疾患について詳細を提供することを拒否し、それを指摘した専門家からの懸念を受けた後、ワクチンの安全性について批判を受けた。英国、ブラジル、南アフリカ、日本、インドでは試験が再開されたが、米国では2020年10月23日まで臨床は保留された。アメリカ合衆国保健福祉省（HHS）のアレックス・アザール長官によると、臨床保留のきっかけとなった患者の病気をアメリカ食品医薬品局（FDA）が調査している間、試験が一時停止されたという。
2020年10月15日、AZD1222の臨床試験で試験ワクチンの代わりにプラセボを投与されたブラジル・リオデジャネイロのJoão Pedro R. Feitosa医師（28歳）がCOVID-19の合併症で死亡した。ブラジル国家衛生監督庁は、ブラジルでの臨床試験を継続すると発表した。

### 第III相試験の結果
2020年11月23日、オックスフォード大学とアストラゼネカは、現在進行中のワクチンの第III相試験の中間結果を発表した。報告書で使用された方法は批判があり、70％という数字に到達するために、異なる用量を与えられた被験者の異なるグループの62％と90％の結果を組み合わせていた。アストラゼネカは、90％という結果を得た低用量を用いた多国間試験をさらに実施すると述べた。
2020年12月8日、進行中の4つの第III相試験の中間結果が完全発表され、これらの報告が明らかになった。活性ワクチンの初回投与を21日以上前に受けた群では、プラセボを受けた群とは異なり、入院や重篤な疾患は認められなかった。重篤な有害事象は、臨床試験では活性群と対照群でバランスが取れていた、すなわち、活性ワクチンには安全性の懸念はなかった。ブースター接種から14日後に横断性脊髄炎の1症例が報告され、独立した神経学的委員会は、特発性の短分節性脊髄脱髄と診断される可能性が最も高いと考えられるが、ワクチン接種に関連している可能性があるとされた。横断性脊髄炎の他の2例は、1つはワクチン群、もう1つは対照群で、ワクチン接種とは無関係と考えられた。その後の解析では、1回目の接種から22日後に76％のワクチン有効性が示され、1回目の接種から12週間以上が経過した後に2回目の接種を行うと82％に上昇したことが示されている。
2020年12月27日、アストラゼネカの最高経営責任者であるパスカル・ソリオは、研究者が2回の接種が行われたオックスフォード-アストラゼネカCOVID-19ワクチンの形で「勝利の方程式」を見つけたと信じていると述べた。
2021年1月4日、ブライアン・ピンカー（82歳）は、臨床試験以外でオックスフォード-アストラゼネカCOVID-19ワクチンを接種した最初の人となった。

### 2021年の開発
2021年2月、オックスフォード-アストラゼネカは、コロナウイルスの新しい変異体を標的としたワクチンを開発し、効能促進剤として数ヶ月以内に修正ワクチンの提供を見込んでいることを明らかにした。重要な懸念事項は、E484K変異が免疫反応に影響を与えるかどうか、また、現在のワクチンの有効性に影響を与える可能性があるかどうかである。E484K変異は南アフリカ（B.1.351）とブラジル（B.1.1.28）の変異体に存在し、少数の変異例がオリジナルのSARS-CoV-2ウイルスとUK/Kent（B.1.1.7）の変異体でも検出されている。

## 承認
2020年11月27日、英国政府は医薬品・医療製品規制庁に対し、AZD1222ワクチンの一時的な供給を目的とした評価を依頼し、2020年12月30日に全国展開に入る2番目のワクチンとして承認した。
欧州医薬品庁（EMA）は、2021年1月12日に同ワクチンの条件付き製造販売承認（CMA）申請を受理した。プレスリリースによると、1月29日までにEMAから勧告が出され、欧州委員会が数日以内にCMAに関する決定を下す可能性があると述べた。ハンガリーの規制当局は、EMAの承認を待たずに一方的にワクチンを承認した。
2021年1月29日、EMAは、18歳以上を対象としたAZD1222の条件付き製造販売承認の付与を勧告し、同日、欧州委員会に承認された。
また、このワクチンはアルゼンチン、エルサルバドル、インド、メキシコ、バングラデシュ、ドミニカ共和国、パキスタン、フィリピン、ネパール、ブラジル、スリランカ、台湾の規制当局によって、それぞれの国での緊急使用が承認されている。
2021年2月7日、南アフリカでのワクチンの展開は中止された。ウィットウォーターズランド大学の研究者は、事前分析で、アストラゼネカのワクチンは、若年者の軽度または中等度の疾病感染に対して最低限の保護しか提供しないと述べた。BBCは、2021年2月8日、世界保健機関（WHO）の予防接種部門を統括するキャサリン・オブライエンが、アストラゼネカのワクチンが南アフリカでの感染症、特に重篤な病気や死亡の予防に「意味のある影響」を与える可能性があると「本当にもっともらしい」と感じていると述べたことを報じた。同じ報告書はまた、イングランドのジョナサン・ヴァン・タム副最高医療責任者は、（ウィットウォーターズランドの）研究は、アストラゼネカワクチンが南アフリカの変異体からの重症化への効果が「むしろ可能性が高い」との彼の意見を変更しなかったと述べた。
2021年2月10日、韓国はアストラゼネカにCOVID-19ワクチンの最初の承認を与え、高齢者を含むすべての成人に2回接種することを認めた。ただし、65歳以上の高齢者への投与については、臨床試験で人口統計からのデータが限られているため、注意が必要であるとしている。
2021年2月10日、世界保健機関（WHO）は暫定ガイダンスを発表し、アストラゼネカのワクチンをすべての成人に推奨したが、その予防接種に関する戦略的諮問委員会も、変異体が存在する場合の使用を検討し、推奨する必要はないと結論付けた。
2021年2月15日、オーストラリア治療製品管理局（TGA）は、アストラゼネカCOVID-19ワクチンの暫定承認を与えた。

## 生産と供給
本ワクチンは冷蔵庫の温度で安定しており、1回の投与量あたり3～4米ドル程度の費用がかかる。12月17日には、ベルギー予算国務長官のツイートにより、欧州連合（EU）が1回の投与量あたり1.78ユーロ（2.16米ドル）を支払うことが明らかになった。
アストラゼネカの運営およびIT担当副社長のパム・チェンによると、同社は2020年末までに全世界で約2億用量を準備し、生産量が増加すれば月産1億～2億用量の生産能力があるという。
2020年6月、アストラゼネカとエマージェント・バイオソリューションズは、英国のNHSがワクチン接種プログラムのために1億用量を利用できるようにすることに加えて、米国市場に特化したワクチンの用量を製造するために8,700万ドルの契約に署名した。この契約は、2020年末までに標的接種の開発と迅速な生産規模の拡大を目指すトランプ政権のOperation Warp Speed構想の一環である。キャタレント社は、仕上げとパッケージングのプロセスを担当する。製造作業の大半は英国で行われる。
2020年6月4日、世界保健機関（WHO）のCOVAXファシリティは、同社から低・中所得国向けに3億用量の初回購入を行った。また、アストラゼネカとセラム・インスティテュート・オブ・インディア（SII）は、インドを含む中低所得国にオックスフォード大学のワクチン10億用量を供給するライセンス契約を締結した。2020年9月29日、ビル&メリンダ・ゲイツ財団からの助成金により、COVAXは、アストラゼネカまたはノバックスのいずれかから1億回分のCOVID-19ワクチンの追加投与量を1回あたり3米ドルで確保することができた。
2020年6月13日、アストラゼネカは、フランス、ドイツ、イタリア、オランダで結成されたグループである包括的ワクチン同盟との間で、欧州連合（EU）の全加盟国に最大4億回分のワクチンを供給する契約に署名した。しかし、欧州委員会が介入して契約の正式化を阻止したが、EU全体を代表して交渉を引き継ぎ、8月末に協定に署名した。
2020年8月、アストラゼネカは、米国に3億用量を12億米ドルで提供することに合意した。アストラゼネカの広報担当者によると、この資金提供には開発と臨床試験も含まれているという。また、メキシコ政府やアルゼンチン政府と技術移転協定を締結し、少なくとも4億用量を生産してラテンアメリカ全体に配布することに合意した。有効成分はアルゼンチンで生産され、メキシコに送られて完成して流通することになる。
2020年9月、アストラゼネカはカナダに2,000万用量を提供することで合意した。
2020年10月、スイスはアストラゼネカと最大530万用量の事前注文をする契約を締結した。
2020年11月5日、バングラデシュ政府、セラム・インスティテュート・オブ・インディア、バングラデシュのベキシムコ・ファーマシューティカルズの間で三者間協定が締結された。この協定の下、バングラデシュはベキシムコを通じてセラムにオックスフォード-アストラゼネカワクチンの3,000万回分を1用量たり4ドルで発注した。
2020年11月、タイはアストラゼネカに2,600万用量のワクチンを発注した。人口の約20％にあたる1300万人をカバーし、5月末に最初のロットが納入される見込みである。保険相は、支払った価格を1用量あたり5ドルと示したが、アストラゼネカ（タイ）は2021年1月、各国が支払う価格は製造コストや製造能力、人件費、原材料費などのサプライチェーンの違いに依存すると、論争になった後で説明した。2021年1月には、タイ内閣がさらに3,500万回分の追加接種を発注する協議を承認し、タイのFDAは1年間の緊急用ワクチンを承認した。Vajiralongkornが所有するSiam Bioscience社は、技術移転を受け、ASEANへの輸出に向けて年間2億用量までの製造能力を持つことになる。
また、11月にはフィリピンが260万用量を購入する契約を締結し、約7億ポンド（約5.6ドル/用量）の価値があると報じられている。
2020年12月、韓国はアストラゼネカとの間で、2,000万容量のワクチンを確保する契約を締結した。これは、タイとフィリピンが署名したワクチンと同程度の価値があるとされ、早ければ2021年1月にも初回出荷が予定されている。2021年1月の時点で、このワクチンは、韓国疾病管理庁の審査を受けている。アストラゼネカは、韓国のSKバイオサイエンスと自社のワクチン製品を製造する契約を締結した。この提携により、SKの関連会社は、ローカルおよびグローバルな市場向けにAZD1222を製造することになった。
2021年1月7日、南アフリカ政府は、セラム・インスティテュート・オブ・インディアから初回100万用量を確保し、その後、2月にさらに50万用量を確保したと発表した。
2020年12月、ミャンマーは、セラム・インスティテュート・オブ・インディアと3000万用量のワクチンを確保する契約を結んだ。ミャンマーは、2021年2月から1,500万人分の投与量を確保する見込みである。
2021年1月22日、アストラゼネカは、欧州連合（EU）がアストラゼネカCOVID-19ワクチンを承認した場合、ベルギーのノバセップ社での生産問題により、当初の供給量が予想よりも少なくなり、2021年3月までに欧州連合（EU）に納入される予定の8,000万用量のうち、3,100万用量のみとなることを発表した。アストラゼネカのCEOパスカル・ソリオは、イタリアの新聞ラ・レプッブリカのインタビューで、欧州連合への納入スケジュールが予定より2ヶ月遅れていると述べ、欧州の大規模施設での細胞培養からの収率が低いこと、また、ガーディアン紙に掲載された分析では、ベルギー工場のバイオリアクターでの収率が低いことが明らかになっており、収率が変動することが多いこの形態のプロセスを設置することの難しさを指摘した。その結果、欧州連合（EU）はワクチン投与量の輸出規制を課し、用量が英国に転用されるかや、北アイルランドへの配送が中断されるかどうかで論争が起こった。
2021年4月26日、欧州連合はワクチンが契約通り供給していないとしてアストラゼネカを提訴した。欧州連合との事前購入の契約では、同年1月-3月の間に1億2000万回分のワクチンが各国に供給される予定であったが、前述の遅れにより4月末までに約5000万回分と大幅に下回る見込みが明らかになったため。

## 副反応に関する警告
2021年9月8日に欧州医薬品庁（EMA）がまれな副反応としてギラン・バレー症候群を追加したことを発表した。これは、同年7月31日までの全世界での接種数5億9200万回のうち、ギラン・バレー症候群の発症が833件報告されていることから、因果関係に「少なくとも合理的な可能性」があると判断されたことによる。